# Martin György
Martin György (beceneve: Tinka) (Budapest, 1932. február 5. – Budapest, 1983. október 31.) Erkel-díjas magyar tánctörténész, néprajzkutató, zenefolklorista, a nemzetközi rangú magyar tánckutatás megteremtője.

## Életpályája
1951-től 1955-ig hivatásos táncos volt. 1951 és 1954 között elvégezte a magyar nyelvtanári szakot az Eötvös Loránd Tudományegyetem Bölcsészettudományi Karán; ezt követően néprajz-muzeológusi diplomát szerzett Ortutay Gyula és Tálasi István tanítványaként. 1953–1965 között a Népművelési Intézetben dolgozott néptánckutatóként, 1965-től az MTA Népzenekutató Csoportjának tudományos munkatársa, majd csoportvezetője, 1974-től haláláig az MTA Zenetudományi Intézet tudományos osztályvezetője volt. 1951-től végzett rendszeres gyűjtőmunkát a néptánc és népzene területén. Nemcsak Magyarországon, hanem a szomszéd országokban is járta a falvakat és tanulmányozta az ott élők táncait. S miként Bartók, ugyanúgy baráti kapcsolatokat teremtett a K-európai népek kutatóival; összehasonlító tánckutatással is foglalkozott. Minden gyűjtőútján – tánczenei lejegyzések mellett – a népdalokat is feljegyezte. Jelentősek a különféle metrikai, ritmikai megörökítései. Számos tanulmánya jelent meg magyar és külföldi szakfolyóiratokban. 51 évesen halt meg.

## Írásai

#### Társszerzővel közösen készült könyvek, cikkek, tanulmányok
- Lugossy Emma: 39 verbunktánc. Táncművészet, 1955.
- Martin György – Pesovár Ernő: A Szabolcs-Szatmár megyei monografikus tánckutató munka eredményei és módszertani tapasztalatai. Ethnographia LXIX. Budapest, 1958
- Martin György – Pesovár Ernő: A magyar néptánc szerkezeti elemzése. Tánctudományi Tanulmányok 1959-1960
- Martin György – Pesovár Ernő: A Szabolcs-Szatmár megyei monografikus tánckutató munka eredményei és módszertani tapasztalatai. In: Segédanyag a Néptáncgyűjtés célja, jelentősége című előadáshoz. Budapest, 1962
- Martin György – Pesovár Ernő: A Szabolcs-Szatmár megyei monografikus tánckutató munka eredményei és módszertani tapasztalatai. Demos Bd. 3. Heft 1. 1962 németül)
- Martin György – Pesovár Ernő: Determination of Motive Types in Dance Folklore. Acta Ethnographica Academiae Scientiarum Hungaricae, Tomus 12.
- Martin György – Lányi Ágoston: Motívumkutatás – motívumrendszerezés. A sárköz-dunamenti táncok motívumkincse. Melléklet: Sárköz-dunamenti motívumtár. Budapest, 1964
- Martin György – Olsvai Imre: A magyar népzene- és néptáncbemutató műsora. Táncművészeti Értesítő, 1964/3.
- Martin György – Pesovár Ernő: A motívumtípus meghatározása a táncfolklórban. Tánctudományi Tanulmányok 1963-1964.
- Martin György – Kaposi Edit: A néptáncegyüttes műsora, mint a szocialista művelődés eszköze. Módszertani levél a Népművészeti Tanácsadók részére 2.
- Martin György – Lányi Ágoston: A nyugati dialektus táncai. Melléklet a Magyar tánctípusok és táncdialektusok című munkához. Budapest, 1970
- Martin György – Kallós Zoltán: A gyimesi csángók táncélete és táncai. Tánctudományi Tanulmányok 1969-1970
- Martin György – Lányi Ágoston: A tiszai dialektus táncai. Melléklet a Magyar tánctípusok és táncdialektusok című munkához. Budapest, 1971
- Martin György – Lányi Ágoston: Az erdélyi dialektus táncai. Melléklet a Magyar tánctípusok és táncdialektusok című munkához. Budapest, 1972
- Martin György – Küllős Imola: Javaslat a Magyar Néprajzi Társaság Folklór Szakosztályának 1979-1980-as munkatervéhez. Néprajzi Hírek VIII., 1979
- Martin György – Pesovár Ernő: Az alföldi tánchagyomány és Szabolcs-Szatmár megyei táncai. In: Lelkes Lajos (szerk.): Magyar néptánchagyományok. Budapest, 1980
- Martin György – Pesovár Ernő: Legényes, vebunk. In: Lelkes Lajos (szerk.): Magyar néptánchagyományok. Budapest, 1980
- Martin György – Takács András: Mátyusföldi népi táncok. Bratislava, 1981
- Martin György – Lányi Ágoston – Pesovár Ernő: A körverbunk története, típusai és rokonsága. Budapest, 1983
- Martin György – Pálfi Csaba (szerk.) Gypsy Dance of Hungary from the Archives of the HAS. Folkraft EP-1351. Budapest, 1983 (hanglemez)
- Martin György – Németh István – Pesovár Ernő: Magyar Népzenei Antológia I. LPX 18112-16. Budapest, 1985 (hanglemez)
- Martin György – Kallós Zoltán (gyűjtő): Tegnap a Gyimesben jártam… Gyimes-völgyi lírai dalok. Budapest, 1989
- Martin György – Karsai Zsigmond: Lőrincréve táncélete és táncai. Budapest, 1989
- Martin György – Keszler Mária: A Népművészet Mesterei. Táncos egyéniségek. Táncművészeti Dokumentumok 1990
- Martin György – Pesovár Ernő: Tánc. In: Voigt Vilmos (szerk.): A magyar folklór. Felsőoktatási tankönyv. Budapest, 1998.

#### Önállóan megjelent könyvek, cikkek, tanulmányok, kiadványok
- Somogyi táncok. In: Morvay Péter – Pesovár Ernő (szerk.): Somogyi táncok. Budapest, 1954
- A kanásztánc. In: Morvay Péter – Pesovár Ernő (szerk.): Somogyi táncok. Budapest, 1954
- A csárdás. In: Morvay Péter – Pesovár Ernő (szerk.): Somogyi táncok. Budapest, 1954
- A karikázó. In: Morvay Péter – Pesovár Ernő (szerk.): Somogyi táncok. Budapest, 1954
- A lakodalmi táncok. In: Morvay Péter – Pesovár Ernő (szerk.): Somogyi táncok. Budapest, 1954
- Bag táncai és táncélete. Néptáncosok Kiskönyvtára 16-18. Budapest, 1955
- Táncfesztivál Mátészalkán. Táncművészet, 1955
- Hajdútánc – Botolótánc. Fiúk Évkönyve, 1959
- A táncfilmek jegyzéke 1957-1960. Néptáncos, 1960/6.
- Milyen zenei kiadványokból válogathatunk tánckompozíciókhoz is alkalmas dallamanyagot? Néptáncos, 1960/8.
- A Structural Analysis of the Hungarian Folk Dance. A Methodological Sketch. Acta Ethnographica Academiae Scientiarum Hungaricae, Tomus 10. Budapest, 1961
- Néptáncaink formai elemzése. In: Útmutató a megyei táncpedagógus tanfolyamok és oktatókörök szervezéséhez (Előadásvázlatok) III. Budapest, 1962
- A néptáncgyűjtésről. In: Útmutató a megyei táncpedagógus tanfolyamok és oktatókörök szervezéséhez (Előadásvázlatok) III. Budapest, 1962
- Nemzetközi népzenei és néptánc konferencia Gottwaldowban. Népművelés, IX. 10. 1962. Népművelési Tájékoztató. A Népművelés módszertani melléklete 10.
- Táncos népművészeinkről. Népművelés, IX. 10. 1962. Népművelési Tájékoztató. A Népművelés módszertani melléklete 3-4.
- A Structural Analysis of the Hungarian Folk Dance. A Methodological Sketch. Demos Bd. 4. Heft 2. 1963
- Types of Hungarian dances. Journal of the International Folk Music Council XV. Cambridge, 1963
- A Népművészet Mesterei. Molnár Lajos táncos. Népművelés, X. 10. 1963
- A néptánc megismertetésének célja és módszere a táncpedagógusok képzésében. Táncművészeti Értesítő, 1963/2.
- Magyar tánctípusok kelet-európai kapcsolatai. MTA I. Osztályának Közleményei 21., 1964
- Szempontok a néptánc és a népi tánczene kapcsolatának vizsgálatához. Táncművészeti Értesítő, 1964/1.
- A néptánckutatás helyzete Romániában. Táncművészeti Értesítő, 1964/1.
- Táncművészet Romániában. Népművelés IX. 5. 1964
- A Nemzetközi Népzenei Konferencia tánceseményeiről. Táncművészeti Értesítő 1964/3.
- A Nemzetközi Népzenei Konferencia tánceseményeiről. Muzsika, VII/11., 1964
- East-European Relations of Hungarian Dance Types. In: Europa et Hungaria. Congressus Ethnographicus in Hungaria. Budapest, 1965
- Considérations sur l’analyse des relations entre danse et la musique de danse populaires. Studia Musicologica Academiae Scientiarum Hungaricae, Tomus VII. Budapest, 1965
- Beszámoló a Népművészeti és Népművelési Intézetben végzett tánckutató munka eredményeiről. Táncművészeti Értesítő 1965/1.
- Etiópiai táncgyűjtőúton. Muzsika, VIII/12., 1965
- Tánc a mai Etiópiában. Táncművészeti Értesítő, 1965/4.
- Daloló, táncoló Etiópia. Tükör, 1965/44.
- Az etiópiai táncok sajátosságai és főbb típusai. Ethnographia LXXVII. Budapest, 1966
- Az etiópiai táncok sajátosságai és főbb típusai. Táncművészeti Értesítő, 1966/1. (illusztrációk és jegyzetek nélkül)
- Egy erdélyi férfitánc szerkezeti sajátosságai. MTA I. Osztályának Közleményei 23. Budapest, 1966
- A néptánc és a népi tánczene kapcsolatai. Tánctudományi Tanulmányok 1965-1966. Budapest, 1966
- Dance Types in Ethiopia. Journal of the International Folk Music Council XIX. Cambridge, 1967
- Az improvizatív előadás szerepe a Kárpát-medence tánckultúrájában. Táncművészeti Értesítő, 1967/3.
- Kalotaszegi legényes. Táncművészeti Értesítő, 1967/3.
- A magyar tánctípusok. Filmösszeállítással. Jegyzet. Budapest, 1967 (magyarul, németül, angolul és franciául)
- A magyar tánctípusok zenekísérete. Hangzó példatárral. Jegyzet. Budapest, 1967 (magyarul, németül, angolul és franciául)
- Kodály „a nem dalolóknak” is üzen. Muzsika, X/6., 1967
- Performing Styles in the Dances of the Carpatian Basin. Journal of the International Folk Music Council XX. Cambridge, 1968 (bővített változat)
- Der ungarische Mädchenreigen. In: H. Fielhauer (szerk.): Volkskunde und Volkskultur. Festschrift für Richard Wolfram. Wien, 1968
- A botoló nóta. Proportio-gyakorlat nyomai a magyar néptáncban és népi tánczenében. In: Bónis Ferenc (szerk.): Magyar Zenetörténeti Tanulmányok. Budapest, 1968
- Kanásztánc. Táncművészeti Értesítő, 1968/1.
- Páratlan és aszimmetrikus ritmusok tánczenénkben. Táncművészeti Értesítő, 1968/2.
- Az erdélyi hajdútánc. Táncművészeti Értesítő, 1968/3.
- Molnár István köszöntése. Muzsika, XI/9., 1968
- A magyar leánykörtánc. Régi táncaink kelet-európai kapcsolataihoz (Kandidátusi értekezés tézisei) Budapest, 1969
- A magyar leánykörtánc. Régi táncaink kelet-európai kapcsolataihoz Táncművészeti Értesítő, 1969/3.
- Egyéni és közösségi formatípusok a népi táncalkotásban. MTA I. Osztályának Közleményei 26. Budapest, 1969
- Der siebenbürgische Haiduckentanz. Studia Musicologica Academiae Scientiarum Hungaricae, Tomus XI. Budapest, 1969 (bővített változat)
- Egy erdélyi férfitánc szerkezeti sajátosságai. Kalotaszegi legényes. Művelődés, 1969/5. Bukarest
- A néptánc megismertetésének célja és módszere a táncpedagógusok képzésében. In: Szöveggyűjtemény. Néptáncpedagógusok Kiskönyvtára. Összeállította: Maácz László. Budapest, 1969
- Magyar tánctípusok és táncdialektusok. Budapest, 1970
- A marosszéki táncciklus. Táncművészeti Értesítő, 1970/1.
- Mezőségi férfitáncok. Táncművészeti Értesítő, 1970/2.
- Adatok Tápé tánchagyományaihoz. Az oláhos és a csárdás. In: Ilia Mihály – Juhász Antal (szerk.): Tápé története és néprajza. Tápé, 1971
- A Néptáncosok Bemutató Színpadáról. Népművelés, 1971/5.
- The Relationship between Melodies and Dance Types in the Volume VI. of Corpus Musicae Popularis Hungaricae. Studia Musicologica Academiae Scientiarum Hungaricae, Tomus XIV. Budapest, 1972 (bővebb változat)
- A második nemzetiségi néptáncbemutató. Népművelés, 1972/6
- Legényes, verbunk, lassú magyar. Szempontok az erdélyi férfitáncok összehasonlító kutatásához. Népi Kultúra – Népi Társadalom VII. Budapest, 1973
- Die Branles von Arbeau und die osteuropäischen Kettentänze. Studia Musicologica Academiae Scientiarum Hungaricae, Tomus XV. Budapest, 1973
- A Duna-menti Folklórfesztivál. Táncművészeti Értesítő, 1973/3.
- A magyar nép táncai. Budapest, 1974
- Ungarische Volkstänze. Budapest, 1974
- Hungarian Folk Dance. Budapest, 1974
- Les Danses Populaires Hongroises. Budapest, 1974
- Die balkanischen Beziehungen im ungarischen Mädchenreigen. In: Makedonszki Folklor VII. Skopje, 1974
- Az európai tánckultúrák és a tánchagyomány. Síppal, dobbal 3. 1974
- Népművészet és közművelődés (interjú). Tiszatáj, XXVIII/9., 1974
- Az európai tánckultúrák és a kelet-európai tánchagyomány. Kultúra és közösség, 1975/1.
- A közösségi embertípusért (interjú). Forrás, VII/7-8., 1975
- 111 népi táncdal (szerkesztés és előszó)
- Magyarországi néptáncok 1-16. RTV Újság, 1975/10-25.
- A magyar néptánckutatás egy évtizede 1965-1975. Táncművészeti Értesítő, 1976/1.
- Beszámoló a néptánckutatás egy évtizedéről (1965-1975). Néprajzi Hírek V. (kivonat)
- Az új magyar táncstílus jegyei és jelentkezése a parasztság tánckultúrájában (vázlat). In: Andrásfakvy Bertalan – Hofer Tamás (szerk.): A népművészet tegnap és ma. Budapest, 1976
- Nemzeti táncgyűjteményünk (interjú). Táncművészet, 1976/2.
- Our Collection of National Dances (interjú). Hungarian Music News, 1976/5.
- Magyar Néprajzi Lexikon I. Főszerk.: Ortutay Gyula. Budapest, 1977. Szakszerkesztés és címszavak: alföldi táncok, babázás, baltás tánc, bodnártánc, botoló, botoló nóta, bőgőzés, cigánycsárdás, cigánytánc, cinege, csángó táncok, csillagtánc, csirajozás, derenka, dunántúli táncok, dűvő, erdőjárózás, esztam (Sárosi Bálinttal)
- Az új magyar táncstílus jegyei és kialakulása. Ethnographia LXXXVIII. Budapest, 1977
- Struktur eines improvisativen Männertanzes. Studia Musicologica Academiae Scientiarum Hungaricae, Tomus XIX. Budapest, 1977
- A táncos és a zene. Tánczenei terminológia Kalotaszegen. Népi Kultúra – Népi Társadalom. Budapest, 1977
- A magyar néptánckutatás egy évtizede 1965-1975. Ethnographia LXXXVIII. Budapest, 1977
- A palóc táncok kutatási eredményei és feladatai (Hozzászólás az 1976-os palóc tanácskozáson). Nógrád Megyei Múzeumok Évkönyve. Balassagyarmat, 1977
- A magyar és román táncfolklór viszonya az európai összefüggések tükrében. Síppal, dobbal 6. Budapest, 1977
- Egy improvizatív férfitánc struktúrája. Tánctudományi Tanulmányok 1976-1977
- Miért gyűjtjük a néptáncot? A néptánckutatás egy évtizedéről. Napló, Veszprém, 1977. április 23.
- Népzenekutatásunk helyzetéről (interjú). Muzsika, 1977/11.
- A koprivsticai néptáncfesztivál. Táncművészet, 1977/1.
- Jegyzetek a lengyel néptánckutatásról. Táncművészet, 1977/2.
- Két néptáncgyűjtemény 30 éves születésére. Táncművészet, 1977/3.
- A népi előadóművészet mesterei. Nyelvünk és Kultúránk III. (26), 1977
- A Hagyományőrző Népi Együttesek veresegyházi fesztiválja 1977 (értékelés)
- Duna-menti népek dalai, táncai. Esti Muzsika. Az Országos Filharmónia Műsorfüzete, 1977
- A táncciklus – a néptánc legnagyobb formai egysége. Magyar Zene 1978/2.
- A magyar és román táncfolklór viszonya az európai összefüggések tükrében. Művelődés, 1978/2.
- Kiss Mátyás tánca. In: id. Juhász Antal (szerk.): Sándorfalva története és népélete. Sándorfalva, 1978
- Egyívású hagyomány. Magyarország, 1978/38.
- Ortutay Gyula (nekrológ). Táncművészet, 1978/6.
- Molnár István alkotóművészete és a magyar tánchagyomány. Táncművészet, 1978/9.
- Molnár István (életrajz és bibliográfia). In: Molnár István Képeskönyve. Budapest, 1978
- Búcsú Mátyás Istvántól. Táncművészet, 1978/6.
- Török táncok, táncélmények. Táncművészet, 1978/12.
- A VI. Duna-menti Folklórfesztivál elé. Műsorfüzet előszava. Kecskemét, 1978
- A falusi Hagyományőrző Együttesek új műveinek bemutatója (értékelés). Veresegyház, 1978
- A magyar körtánc és európai rokonsága. Budapest, 1979
- Tánc. In: Ortutay Gyula (szerk.): A magyar folklór. Egyetemi tankönyv. Budapest, 1979
- Magyar Néprajzi Lexikon II. Főszerk.: Ortutay Gyula. Budapest, 1979. Szakszerkesztés és címszavak: fárida, fegyvertánc, féloláhos, férc, figurás, futó, gólya (K. Kovács Lászlóval), hajaboka, hajdútánc, hajlika, hajrózsázás, háromlépés, háromugrós, hétlépés, hora, juhásztánc, kalala, kalotaszegi táncok
- Weapon Dance Melodies and Rhythmic Multiplicity. Studia Musicologica Academiae Scientiarum Hungaricae, Tomus XXI. Budapest, 1979
- Die Kennzeichen und Entwicklung des neuen ungarischen Tanzstiles. Acta Ethnographica Academiae Scientiarum Hungaricae, Tomus 28. Budapest, 1979
- Molnár István verbunktáncai. Tánctudományi Tanulmányok 1978-1979
- A Duna-menti Folklórfesztiválról 1968-1978. Ethnographia XC. Budapest, 1979
- Javaslatok az oktatási és tudományos szakbizottság munkájához. In: A néptáncmozgalom néhány alapvető kérdéséről. Budapest, 1979
- Az öntevékeny táncmozgalom művészeti vitáiról (interjú). Táncművészet, 1979/11.
- A Hagyományőrző Népi Együttesek veresegyházi találkozója (értékelés). Veresegyház, 1979
- A Hagyományőrző Népi Együttesek országos találkozója. Veresegyház, 1979
- Magyar Néprajzi Lexikon III. Főszerk.: Ortutay Gyula. Budapest, 1980. Szakszerkesztés és címszavak: kanásztánc, kardtánc, karikázó, kettős (Pesovár Ernővel), kocsikala, kolomejka, korcsos, körcsárdás, kun legényes, lánctánc, lassú magyar (Pesovár Ernővel), legényes, lépő, marosszéki forgatós, M. Gy., medvetánc (Maácz Lászlóval), mesterségtánc, Molnár István
- Rögtönzés és szabályozódás a magyar néptáncokban. Népi Kultúra – Népi Társadalom XI-XII. Budapest, 1980
- Improvisation and Regulation in Hungarian Folk Dances. Acta Ethnographica Academiae Scientiarum Hungaricae, Tomus 29. Budapest, 1980
- Táncdialektusok és történeti táncdivatok. Előmunkálatok a Magyarság Néprajzához 7. Budapest, 1980
- A cigányság hagyományai és szerepe a kelet-európai népek tánckultúrájában. Zenetudományi Dolgozatok 1980
- The Traditional Dance Cycle – as the Largest Unit of Folkdancing. In: Der ältere Paartanz in Europa. Stockholm, 1980
- A Kárpát-medence népeinek tánckultúrája. In: Lelkes Lajos (szerk.): Magyar néptánchagyományok. Budapest, 1980
- Magyar táncdialektusok. In: Lelkes Lajos (szerk.): Magyar néptánchagyományok. Budapest, 1980
- Az erdélyi tánchagyomány földrajzi tagolódása. In: Lelkes Lajos (szerk.): Magyar néptánchagyományok. Budapest, 1980
- Körtáncok, lánctáncok. In: Lelkes Lajos (szerk.): Magyar néptánchagyományok. Budapest, 1980
- A francia reneszánsz branle-ok és a kelet-európai lánctáncok. In: Lelkes Lajos (szerk.): Magyar néptánchagyományok. Budapest, 1980
- A magyar körtánc és kelet-európai kapcsolatai. In: Lelkes Lajos (szerk.): Magyar néptánchagyományok. Budapest, 1980
- Fegyvertánc, mutatványos szólótánc, hajdútánc. In: Lelkes Lajos (szerk.): Magyar néptánchagyományok. Budapest, 1980
- A botoló és zenéje. In: Lelkes Lajos (szerk.): Magyar néptánchagyományok. Budapest, 1980
- Az erdélyi román hajdútánc. In: Lelkes Lajos (szerk.): Magyar néptánchagyományok. Budapest, 1980
- A mezőségi férfitáncok régi és újabb típusai. In: Lelkes Lajos (szerk.): Magyar néptánchagyományok. Budapest, 1980
- A páros táncok hagyományos rendje a marosszéki táncciklusban. In: Lelkes Lajos (szerk.): Magyar néptánchagyományok. Budapest, 1980
- Vargyas Lajos Erkel Ferenc-díjas. Néprajzi Hírek IX., 1980
- A Folklór Szakosztály munkájáról. Néprajzi Hírek IX., 1980
- Folklórtalálkozók Csehszlovákiában, 1980. Táncművészet, 1980/10.
- Táncház és színpad. Népszava, 1980. február 2.
- Néphagyomány, néptánc (interjú). Tiszatáj XXXIV., 1980/1.
- Feladataink a források megközelítésében, gyermekjátékaink feltárásában. Az ANOT tanácskozásának jegyzőkönyve. Budapest, 1980
- Feladataink a források megközelítésében, gyermekjátékaink feltárásában. Táncművészet, 1980/5.
- Az oktatási szekció tanácskozása. Az ANOT tanácskozásának jegyzőkönyve. Budapest, 1980
- Az oktatási szekció tanácskozása. Táncművészet, 1980/6.
- A népi együttesi mozgalom problémái (értékelés). Budapest, 1980
- Magyar Néprajzi Lexikon IV. Főszerk.: Ortutay Gyula. Budapest, 1981. Szakszerkesztés és címszavak: nyúltánc, oláhos, pajtástánc, palóc táncok, pergetés, pont, pontozó, proporció, rezálás, ritka cigánytánc, ritka csárdás, ritka legényes, sallai verbunk, sergés, silladri, sűrű magyar, székely táncok, székely verbunk, széki táncok
- A magyar nemzetiségi néptáncgyűjtés szerepe a szlovák-magyar összehasonlító kutatásokban. In: A csehszlovákiai magyar nemzetiség néprajzi kutatása. Bratislava, 1981
- Výskum ludových tancov maďarskej národnosti a jeho miesto v slovensko-maďarskom porovnávacom stúdiu. Teoretické a praktické problémy národopisného výskumu. In: Mad’arskej národnosti v Československu. Bratislava, 1981
- Az erdélyi férfitáncok kutatása. Zenetudományi Dolgozatok 1981
- Szék felfedezése és tánchagyományai. Tánctudományi Tanulmányok 1980-1981
- Szék felfedezése és tánchagyományai. Táncművészet, 1981/1., 1981/2.
- Az új folklórhullám és néptáncmozgalom előzményeiről (interjú). Kultúra és Közösség, 1981/4.
- Hagyományőrző Népi Együttesek országos találkozója, Veresegyház 1980. (értékelések) Budapest, 1981
- Magyar Néprajzi Lexikon V. Főszerk.: Ortutay Gyula. Budapest, 1982. Szakszerkesztés és címszavak: táncdialektus, táncelemzés (Pesovár Ernővel), táncmotívum, táncrend, táncszó (Küllős Imolával), tánctípus, tánczene, tustoló, tüskömtánc, ugrós, ungareszka
- Improvisation and Regulation in Hungarian Folk Dances. Hungarian Dance News 1980/5-6. (az 1980 3-4. kivonata)
- A Maros-Küküllő vidéki magyar táncdialektus. Zenetudományi Dolgozatok 1982. Budapest
- Karsai Zsigmond és a pontozó Magyarországon. Táncművészeti Dokumentumok 1982. Budapest
- A széki hagyományok felfedezése és szerepe a magyarországi folklorizmusban. Ethnographia XCIII. Budapest, 1982
- Magyar néptánckutatás Szlovákiában. Ethnographia, XCIII. Budapest, 1982
- A Survey of the Hungarian Folk Dance Research. Edited by. R. Lange. Dance Studies. Vol. 6., 1982
- A férfitáncok pedagógiai és táncházi alkalmazásáról. Zene, tánc… Budapest, 1982
- Az új folklórhullámról. Látóhatár, 1981. február (kivonat)
- A Hagyományőrző Népi Együttesek országos találkozója, Veresegyház 1981. (értékelések) Budapest, 1982
- A Tolna megyei néptáncok kutatása. In: Bodai József (szerk.): Tánckutatás és tánchagyomány Dél-Dunántúlon. Budapest, 1983
- A dél-dunántúli leánykörtáncok. In: Bodai József (szerk.): Tánckutatás és tánchagyomány Dél-Dunántúlon. Budapest, 1983
- Verbunk-hagyományok a Dél-Dunántúlon. In: Bodai József (szerk.): Tánckutatás és tánchagyomány Dél-Dunántúlon. Budapest, 1983
- A néptáncok rögzítése és lejegyzése. In: Bodai József (szerk.): Tánckutatás és tánchagyomány Dél-Dunántúlon. Budapest, 1983
- Gesichtspunkte für die Klassifizierung der ungarischen Reigentänze und ihre Typen. In: Analyse und Klassifikation von Volkstänzen. Warszawa, 1983
- Bartók, Kodály és a néptánckutatás. Táncművészet, 1983/3.
- Bartók, Kodály and Folk Dance Research. Hungarian Dance News 1983/1-2.
- A cigányság tánckultúrája. In: Szegő Lajos (szerk.): Cigányok, honnét jöttek, merre tartanak? Budapest, 1983
- Kinizsi tánca a 15. és 16. századi forrásokban. Zenetudományi Dolgozatok 1983. Budapest
- A sándorfalvi Kiss Mátyás tánca. A Móra Ferenc Múzeum Évkönyve 1978-79. Szeged, 1983
- Brockhaus – Riemann Zenei lexikon 1. kötet. Budapest, 1983. Címszavak: ardeleana, ardelenescu, botoló, bőgőzés, csűrdöngölő, székely verbunk, dus, tus, tust, dusolás, tustoló, dűvő, duva, esztam
- Emlékeim Kodályról. In: Zenetudományi Dolgozatok 1983. Budapest
- Brockhaus – Riemann Zenei lexikon 2. kötet. Budapest, 1983. Címszavak: hajdútánc, hora, kaluser, căluşer, kanásztánc, karikázó, kolo, kolomejka, lassú magyar, legényes, marosszégi forgatós, mars, medvetánc (Maácz Lászlóval)
- Tánc és társadalom. Történeti táncnévadás-típusok itthon és Európában. In: Hofer Tamás (szerk.): Történeti antropológia. (Az 1983. április 18-19-én tartott tudományos ülésszak előadásai). Budapest, 1983
- Népi tánchagyomány és nemzeti tánctípusok Kelet-Közép-Európában a XVI-XIX. században. Ethnographia, XCV. Budapest, 1983
- A dallam és a tánctípusok összefüggése a Magyar Népzene Tára VI. kötetében. Tánctudományi Tanulmányok 1982-1983
- A magyar néptáncok történeti rétegei és műfaji csoportjai. In: Varga Marianna (szerk.): Népművészeti Akadémia IV. Budapest, 1983
- Néptáncközlések mutatója 1947-1981. Összeállította: Antal László. (Szakmai tanácsadás) Budapest, 1983
- Pesovár Ferenc 1930-1983. Táncszók, 1983. május (bibliográfiával)
- Pesovár Ferenc 1930-1983. Néprajzi Hírek XII., 1983 (bibliográfia nélkül)
- Pesovár Ferenc 1930-1983. Táncművészeti Dokumentumok 1983
- Molnár István (életrajz és bibliográfia). Táncszók, 1983. szeptember
- Molnár István a Fényes Szellők időszakában. Táncszók, 1983. szeptember
- Hagyományőrző fesztivál 1982. In: 7 év a Hagyományőrző Népi Együttesek életéből (értékelések). Budapest, 1983
- Magyar néptáncok. In: Balassa M. Iván (szerk.): Népművészeti Akadémia. Vizsgakérdések. Budapest, 1983
- Ez az élet rendje. KISZ Etnográfia (Budapest ELTE KISZ) 1983/10.
- A mezőségi sűrű legényes. Budapest, 1985
- The Correlation of Tunes and Dance Types in Volume VI of Corpus Musicae Popularis Hungaricae. Hungarian Dance News 1985/1. (kivonat)
- Peasant Dance Traditions and National Dance Types in East-Central Europe in the 16th-19th Centuries. Etnologia Europaea XV. Budapest, 1985
- Brockhaus – Riemann Zenei lexikon 3. kötet. Budapest, 1983. Címszavak: oláhos, pergetés, pontozó, silladri, táncrend, ugrós, ungaresca (Domokos Máriával)
- On Hungarian Folk Dance Research. In: International Monograph on Folk Dance. Published by CIOFF and by the Methodological Institute of the Hungarian National Centre for Culture. Budapest, 1986
- Sur la recherche relativa à la danse folklorique hongroise. In: Monographie internationale de la dance populaire. Publié par CIOFF et par L’ Institut Méthodologique du Centre National Hongrois de la Culture. Budapest, 1986
- Ethnic and Social Strata in the Naming of Dances (Different Types of Historical Nomenclature in Hungary and in Europe). Hungarian Studies 12. Budapest, 1986
- Charakteristik und Typen der äthiopischen Tänze. In: Stockmann, Erich (Hrsg.): Musikkulturen in Afrika. Berlin, 1987
- Magyar tánctípusok és táncdialektusok; közrem. MTA Zenetudományi Intézetének Néptánc Osztálya; 2. átdolg. kiad.; Planétás, Bp., 1996
- Népi tánchagyományaink és nemzeti tánctípusok Kelet-Közép-Európában, a XVI-XIX. században. In: Sebő Ferenc (szerk.): Népzenei olvasókönyv. Budapest, 1997
- A magyar és a román táncfolklór viszonya az európai összefüggések tükrében. In: Sebő Ferenc (szerk.): Népzenei olvasókönyv. Budapest, 1997
- A sárközi-dunamenti táncok motívumkincse otívumkutatás, motívumrendszerezés; Planétás, Bp., 1999 (Jelenlévő múlt)
- Énekes körtáncok; vál. Németh Ildikó, szerk. Zórándi Mária; Planétás, Bp., 2000 (Jelenlévő múlt)
- A botoló tánc zenéje; szerk. Kovalcsik Katalin, Kubínyi Zsuzsa; MTA ZTI–Hagyományok Háza, Bp., 2002 + CD-ROM
- Mátyás István 'Mundruc'. Egy kalotaszegi táncos egyéniségvizsgálata; szerk. Felföldi László, Karácsony Zoltán, táncírások Szőkéné Károlyi Annamária; Planétás–Mezőgazda–MTA Zenetudományi Intézet, Bp., 2004 (Jelenlévő múlt)
- The music of the stick dance; szerk. Kovalcsik Katalin, Kubínyi Zsuzsa, angolra ford. P. Dienes Gedeon; Institute for Musicology of the HAS–Hungarian House of Heritage, Bp., 2005

## Díjai, elismerései (válogatás)
- Erkel Ferenc-díj (1978)
- Munka Érdemrend bronz fokozata (1980)[6]
- Magyar Örökség díj (2012)